# Cantone di Logroño
Il cantone di Logroño è un cantone dell'Ecuador che si trova nella provincia di Morona-Santiago.
Il capoluogo del cantone è Logroño.